# خرزهره‌واران
خرزهره‌واران (نام علمی: Apocynoideae) نام یک زیرخانواده از تیره خرزهره‌ایان است.